# Italkim
Italkim (em hebraico: "italianos"; plural de "italki") é como são conhecidos os judeus italianos (em italiano: ebrei italiani; hebraico: יהודים איטלקים‎, yehudim italkim) ou judeus romanos (em italiano: ebrei romani; hebraico: יהודים רומים).
O termo pode ser usado em um sentido amplo para significar todos os judeus que vivem ou têm origens na Itália, ou, em um sentido mais restrito, para significar a etnia Italkim, uma antiga comunidade que vive na Itália desde a era da Roma Antiga, que usa a liturgia italiana (ou "Rito Italiano") distinto das comunidades judaicas na Itália que datam dos tempos medievais ou modernos que usam o Nusach sefardita ou o Nusach asquenaze.

## Nome
Italkim é um termo utilizado dentro do hebraico moderno para designar os judeus que historicamente viveram na Itália, também chamados de Bnei Roma. Uma grande parte migrou para Israel na segunda Aliá. Outra parte emigrou naquela época, e até décadas antes, para o norte da África e principalmente para a Tunísia, devido à sua participação no movimento nacional que levou à unificação da Itália e às perseguições que sofreram devido a suas atividades.
Eles afirmam ser descendentes dos judeus que viveram na Itália durante o período romano. Seu Nusach é distinto do Nusach sefardita e do Nusach asquenaze, e às vezes é referido na literatura acadêmica como Italkim (empréstimo do hebraico médio do adjetivo latino italicu(m), que significa " Itálico", "latim", "romano"; italkit também é usado no hebraico moderno como a palavra para "língua italiana" (singular). Eles tradicionalmente falam uma variedade de línguas judaico-italianas, particulamente o dialeto Italkian.

## História
Os judeus italianos remontam ao século II a.C.: lápides e inscrições dedicatórias sobrevivem desse período. Naquela época, eles viviam principalmente no extremo sul da Itália, com uma comunidade em Roma, e geralmente falavam grego. Pensa-se que algumas famílias (por exemplo, os Adolescenti) são descendentes de judeus deportados da Judéia pelo imperador Tito em 70 E.C.. No início da época medieval, havia comunidades importantes em cidades do sul da Itália, como Bari e Otranto. Os judeus italianos medievais também produziram importantes obras haláchicas, como o Shibbole ha-Leḳeṭ de Zedekiah ben Abraham Anaw. Após a expulsão dos judeus do Reino de Nápoles em 1533, o centro de gravidade deslocou-se para Roma e para o norte.
Seus costumes e ritos religiosos servem como um elo entre os costumes asquenazes e sefarditas apesar de testes genéticos recentes confirmarem sua relação mais próxima com os judeus asquenazi. Também desenvolveu-se na comunidade um uso especial do italiano que é conhecido como Italkian.
Dois dos judeus mais famosos da Itália foram Obadiah ben Jacob Sforno (1475–1550) e Moshe Chaim Luzzatto (1707–1746), cujas obras religiosas e éticas escritas ainda são amplamente estudadas.
A comunidade judaica italiana como um todo não ultrapassa 50.000 pessoas desde que foi totalmente emancipada em 1870. Durante a Segunda Aliá (entre 1904 e 1914), muitos judeus italianos mudaram-se para Israel, e há uma sinagoga italiana e um centro cultural em Jerusalém. Cerca de 7.700 judeus italianos foram deportados e assassinados durante o Holocausto.